# Luise del Zopp
Luise del Zopp, aussi connue sous les noms de Louise Lingg, Luise Lingg et Luise del Zopp-Lingg (née Aloisia Theresia Johanna Luksch le 16 juin 1871 à Brünn, en Autriche-Hongrie, aujourd'hui Brno en République tchèque, et décédée à une date incertaine) est une chanteuse, actrice et scénariste allemande d'origine autrichienne.

## Filmographie
En tant que scénariste :
- 1910 : Friedel, der Geiger
- 1911 : Ein Fehltritt
- 1911 : Die schlechte Zensur
- 1911 : Im Glück vergessen
- 1911 : Tragödie eines Verräters
- 1911 : Adressatin verstorben
- 1911 : Die Wallfahrt nach Kevlaar
- 1911 : Sklave der Liebe
- 1911 : Im Glück vergessen
- 1911 : Die schlechte Zensur
- 1911 : Der vergrabene Schatz
- 1912 : Heimat
- 1912 : Geächtet
- 1912 : Der weiße Schleier
- 1912 : Ein Blick in den Abgrund
- 1912 : Um fremde Schuld
- 1912 : Die Hochzeit von Valeni
- 1912 : Komtesse Seerose
- 1912 : Freiheit oder Tod
- 1912 : Quälendes Dasein
- 1913 : Ein Schwur (et actrice)
- 1913 : Mimosa-san
- 1913 : Das Kriegslied der Rheinarmee
- 1913 : Der Zirkusteufel
- 1913 : Erblich belastet ?
- 1913 : Motiv unbekannt
- 1913 : Wir lassen uns scheiden
- 1914 : Elle und Schwert
- 1915 : Eine Liebesgabe
- 1915 : Das Rätsel von Sensenheim
- 1915 : Die Austernperle
- 1915 : Er soll dein Herr sein (et actrice)